# Амфиал
Амфиал (др.-греч. Άμφίαλος) — имя ряда персонажей греческой мифологии:
- участник Троянской войны, изображённый на картине Полигнота[1][2];
- сын царя молоссов Неоптолема и Андромахи[3][4];
- феак, сын Полинея, победивший в прыжках на устроенных Алкиноем состязаниях[5][6].
- итакиец, жених Пенелопы[7][8].